# Cophyla tetra
Cophyla tetra es una especie de anfibio anuro de la familia Microhylidae. Es  endémica del nordeste de Madagascar entre los 600 y los 1250 m de altitud. Habitas bosques de transición entre las selvas húmedas y los bosques secos, y parece estar asociada a los árboles del género Pandanus. Se encuentra amenazada de extinción por la pérdida de su hábitat natural.